# HD205637
HD205637 — подвійна зоря. 
Ця подвійна система має видиму зоряну величину в смузі V приблизно 4,6.
Вона розташована на відстані близько 662,9 світлових років від Сонця.

## Подвійна зоря
Головна зоря цієї системи належить до хімічно пекулярних зір й має спектральний клас B4.
В той же час спектральний клас іншої компоненти залишається  ще не визначеним.